# Дамяница (праисторическо селище)
Праисторическото селище Дамяница се намира в местността Османица (Кадийца), северо-източно от село Дамяница, община Сандански. Археологическият обект е нео-енеолитно селище от открит тип и керамичен производствен център. То е известно още от началото на 80-те години на XX век. Тогава Лиляна Перничева-Перец от Националния археологически институт с музей при БАН и Малгожата Гребска-Кулов от Регионалния исторически музей – Благоевград правят първите проучвания на обекта. 
Днес през праисторическото селище преминава трасето на Автомагистрала Струма. Това е и причината тук да са извършени широкомащабни археологически проучвания, провеждани през периода 2016—2017 година. Тогава на терен работи огромен екип от над 70 археолози и други специалисти от цяла България и помощен персонал от над 270 работници.

## Датиране
Праисторическото селище Дамяница е едно от най-големите такива в Югозападна България. То е основано през втората половина на VI—то хил. пр. Хр. (около 5200 пр. Хр.) и е съществувало до началото на V—то хил. пр. Хр. (около 4900 – 4800 пр. Хр.). Разпростира се върху огромна площ от над 160 дка. По всяка вероятност селището е имало ключова роля в поселищната система на Късния неолит в Санданската котловина. То е било и един от центровете за производство на керамика през период на късния неолит и ранния енеолит. 
Археологическото проучване на обекта доказва ясно изразено човешко присъствие през късния неолит, ранния и късен халколит, и през късната Античност (3–4-ти в.). Обектът играе значителна роля в изясняване хронологията по Средна и Долна Струма. Специален научен интерес представляват наблюденията относно суперпозициите на керамиката с рисунка тип Акропотамос и тази тип Крионери както и появата на графитната украса.
Регистрираният в Дамяница преход от късния неолит към ранния енеолит, свързан с опожаряване на селището, кореспондира със ситуацията, регистрирана в близкото селище Промахон-Тополница.  В Дамяница е открито голямото количество антропоморфна пластика, но прави впечатление липсата на т. нар. „светилници“, един доста типичен за култура Тополница – Акропотамос култов атрибут. Археолозите предполагат, че логичното обяснение е различния статут на двете селища.

## Описание и особености
По време на началните етапи на археологическото проучване (2016 г.) тук е направен един централен сондаж, пресичащ цялото селище по централната ос на магистралата и 64 контролни такива, разположени перпендикулярно на същия. Тогава проучванията са направени по локална опорна план-квадратна мрежа, ориентирана по географския север, състояща се от квадрати с размери на 20 х 20 m, на места сгъстена до такива с размери 5 х 5 m.
През 2016 г. са извършени и серия от геофизични изследвания (геомагнетика, вертикално електро-сондиране и такива с георадар). Резултатите от тях указват местата на археологически структури в междусондажните пространства. Впоследствие обектът условно е разделен на три сектора: северен, централен и южен.
Сектор Юг
В този сектор са заложени тридесет сондажа. При проучванията е установено, че са налични основно ями, а културният пласт е с малка дебелина (не повече от 0,50 m). В сондажите на запад от Централния Сондаж ситуацията се променя. Дебелината на културните напластявания рязко се увеличава в западна посока, като пластът от късния Неолит присъства във всички сондажи. Тук е регистрирана голяма денивелация на палеотерена, надхвърляща 3 m., с преотложени пластове, свлечени от изток, резултат от активни ерозионни процеси.
Сектор Централен 
В този сектор са заложени петнадесет сондажа и един Централен квадрат, който е проучен изцяло. В южната му част са регистрирани множество ями, докато в северната част отсъстват такива. Тези зони са разделени с траншея със следи от дупки от колове, впоследствие използвана като отводнителен канал. В сондажите от Централния сектор ясно се разграничават напластяванията от късния Неолит (когато селището приключило с опожаряване) и такива от ранния и късен халколит.
Сектор Север
В този сектор са заложени двадесет и седем големи сондажа. Ситуацията е подобна на тази в южния сектор. В източната част има основно вкопани структури (ями), а дебелината на културния пласт не надвишава 0,40 m. Той постепенно нараства в западна и южна посоки, и към западната граница на сервитута надвишава 3 m. В южна посока дебелината накултурния пласт се увеличава до 1,00 – 1,50 m. В тази част пластът с къснонеолитни материали е най-изразен и се припокрива с черния пласт от Халколита. Изключение прави ситуацията в сондаж 35, където в западната зона се разкри голямо вкопаване, запълнено с многобройни и различни по структура и дебелина пластове. Тук са открити материали от късния Неолит. В западните сондажи 46, 47 и 48 се открити каменните основи на една многоделна сграда, а на-личието на успоредните каменни зидове в междусондажните пространства, установени с георадар, предполагат съществуване на голяма такава с няколо вътрешни помещения. Монетите, открити във вътрешността, я отнасят към III–IV в.
При последвалите пълни археологически проучвания през 2017 год. е проучена площ от около 80 дк.

## Периодите застъпени в селището Дамяница са:
Късен неолит
Археолозите работещи на обекта установява, че най-ранното заселване на това място е през епохата на Късния неолит. Тогава са изградени няколко сгради, заобиколени от множество ями. Характерно за това ранно селище е използването на коритата на древни дерета. Тези места са били използвани, както за обитаване (изграждане на сгради), така и за някои селскостопански нужди, като изграждане на силози и др. стопански съоръжения. Центърът на най-ранното селище е от периода на култура Винча В. Една от особеностите за селището от този период е наличието на голям силос изграден в руслото на древна река, извън зоната за живеене и използван през периода Дамяница I-II. Той е бил използван като склад за фуражи.
Интензивният живот през периода се дължи на прииждането на нови групи население от юг (Северна Гърция). Това са носителите на рисуваната керамика тип Акропотамос, бихромната рисунка тип Димитра и червената рисунка тип Промахон. Тогава селището е част от голямата къснонеолитна ойкумена, обхващаща Северна Гърция и поречието на Средна Струма — култура Тополница-Акропотамос.
Началото на II строителен хоризонт е поставено с изграждането на четири, подредени в редица, пирамидални структури, съставени от старателно подредени камъни–хавани, хромели, части от съдове, култови масички и др.
Те са сходни с откритите в къснонеотитното селище Извор, Софийско (култура „Винча B2“)  и вероятно също са били поставени като своеобразни ограничителни маркери, отделящи обособени части от селището.
Към този период се отнася и една интересна, опожарена сграда, открита в Южния сектор. Сградата е с вкопан в терена сутеренна част и правоъгълна форма. Тя е опожарена. Тук е открит и единственият в света запазен изцяло съд с рисувана украса тип Акропотамос. Днес той се съхранява в НАИМ-БАН.
Ранен енеолит
Животът в праисторическото селище продължава и през Ранния енеолит, когато прилаганата урбанистика определя некомпактното подреждане на сградите. Такива са регистрирани в Централния и Северен участък на селището. От голям научен интерес е мястото, където, върху речните наноси от периода на късния неолит, е изградена масивна сграда (сграда 1). Тя е с правоъгълна форма (размери 5 × 10 m.). Ориентирана е североизток–югозапад. В нея са открити in situ цели съдове, осем от които са поставени в топлинните съоръжения. Специфичната форма на едно от тях недвусмислено говори, че това е била керамична пещ. В сградата е открито и едно глинобитно хромелно съоръжение с правоъгълна форма.
В централния участък са открити още четири сгради от този период, две от които горели и регистрирани само като концентрации от размити мазилки, сред които имаше и цели съдове.
Късен енеолит
Къснохалколитното селище се характеризира с мощен културен пласт и наличието на множество различни по характер структури: жилища, каменни струпвания, един каменен кръг и обособена стопанска
зона с голямо количество огнища. Последните фази от обитаването на селището и неговото внезапно напускане е свързано с драматичните климатични промени (определени като екологична катастрофа), настъпили през първата половина на IV хил. пр. Хр. Тогава периодичните заливания на селището и рязкото покачване на подпочвените води водят до загуба на годни за обитаване зони и окончателното напускане на селището през IV хил.
пр. Хр.
Античност
В северения участък на проучваната площ е разкрит комплекс от антични сгради, които са изграждани през голям интервал от време. Техниката на строеж използвана при изграждането но тези сгради е идентична – цокъл от речни камъни на калова спойка, надстроен с кирпичени стени. Най-ранният комплекс датира от I век сл. Хр. и се намира в северната част на обекта. В рамките на сервитута попада целият павиран вътрешнен двор и част от градежите, прилягащи от запад. По-късният античен комплекс е разположен южно от първия и е отделен от него с дере. Този комплекс се състои от няколко сгради. При него са разкрити големи количества желязна шлака от добив на желязо и разнородни метални находки, включително наковалня. Тези обстоятелства, карат археолозите да предполагат, че помещението е принадлежало на ковач. Този комплекс датира от III–IV век сл. Хр.
На около 80 m. в северната посока е разкрит и християнски некропол, състоящ се от девет гроба чрез трупополагане и един кенотаф. Гробовете са ориентирани Изток – Запад и са без инвентар. Изключение прави детски гроб, в който са открити две обеци и голям брой стъклени мъниста от обшивката на покрова.

## Културни влияния
Археологическият материал и основно керамиката, много ясно сочат силни влияния от две културни зони: от север от културата Винча, (фаза В2 и В2/С1), простирала се върху огромна територия на Централните и Западните Балкани и от юг, от културата Тополница – Акропотамос, развивала се на територията на Северна Гърция и долината на Струма до Кресненското дефиле.
Двете културни влияния се проявяват с различен интензитет, като в етапи Дамяница I и II доминират влияния на развитата фаза В2 на култура Винча, докато в последния етап, след опожарен хоризонт рязко се променя културния облик на селището. Масово се появява рисувана керамика в стил Акропотамос, локален вариант с най-популярните мотиви от защриховани триъгълници или полукръгове и в по-малка степен мотиви изпълнени с плътна широка линия. През този етап има и регистрирани ясни елементи на Градачка фаза на култура Винча В2/С. Двата компонента оформят оригинална култура, със специфична керамика, антропоморфна пластика и други предмети свързани с култовите практики.

## Находки
Сред находките, открити по време на проучването са: един амулет изработен от нефрит във формата на змия, който е изцяло запазен; накити, свидетелстващи връзката на селището със Средиземноморския регион; антропоморфни фигурки на мъже, с подчертани индивидуални черти и експресия в лицата; богата колекцията от костни и каменни брадви (както и една медна брадва от края на енеолита).
Изключителен интерес представлява керамиката с украсена с черен растителен катран и такава с червено-черно покритие тип black-topped.